# Székhelyi József
Székhelyi József (Budapest, 1946. november 24. – Budapest, 2018. augusztus 22.) Jászai Mari-díjas magyar színművész, rendező, a Fészek Klub választmányának tagja.

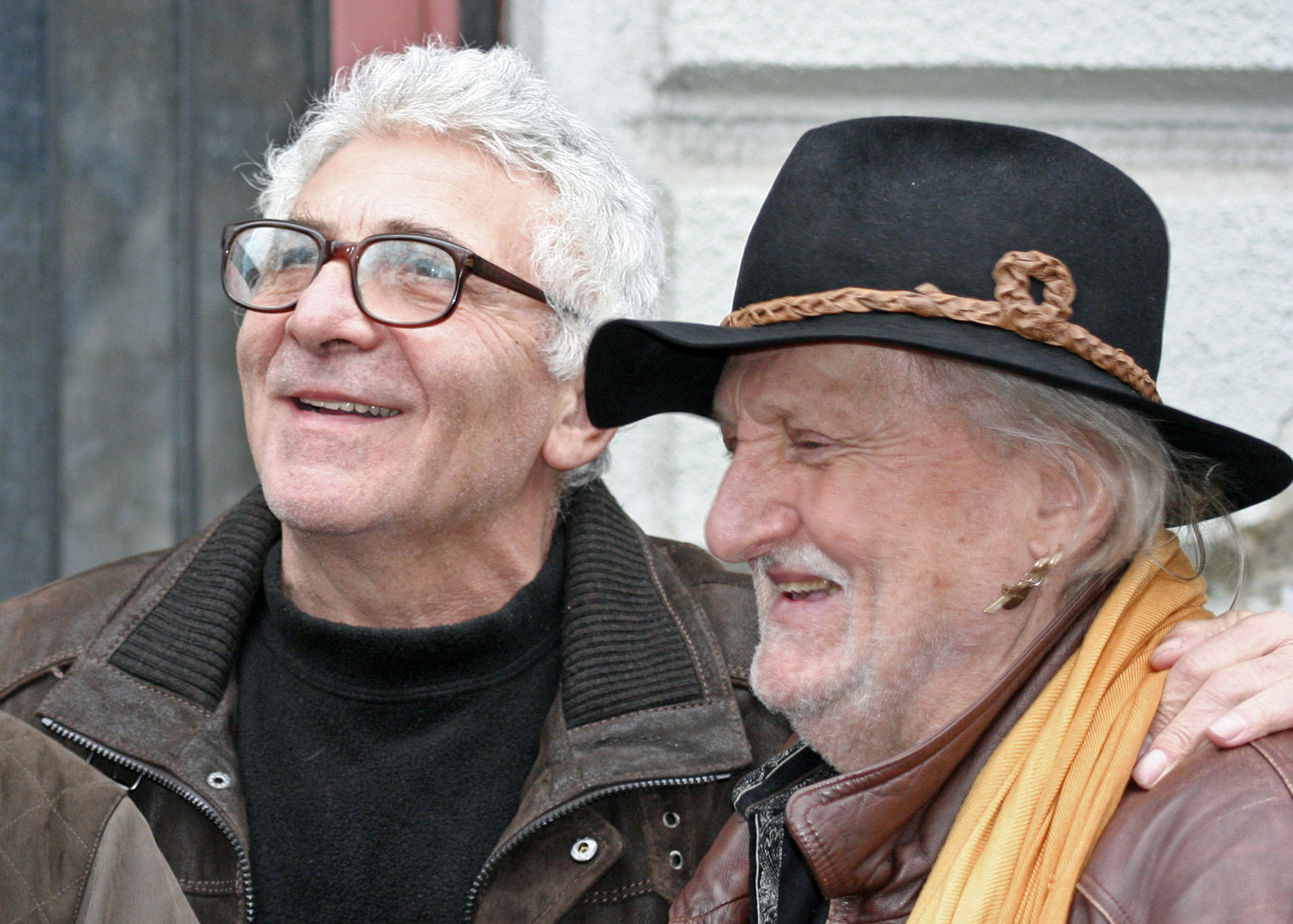
Székhelyi József és Benkő László zenész (2016)

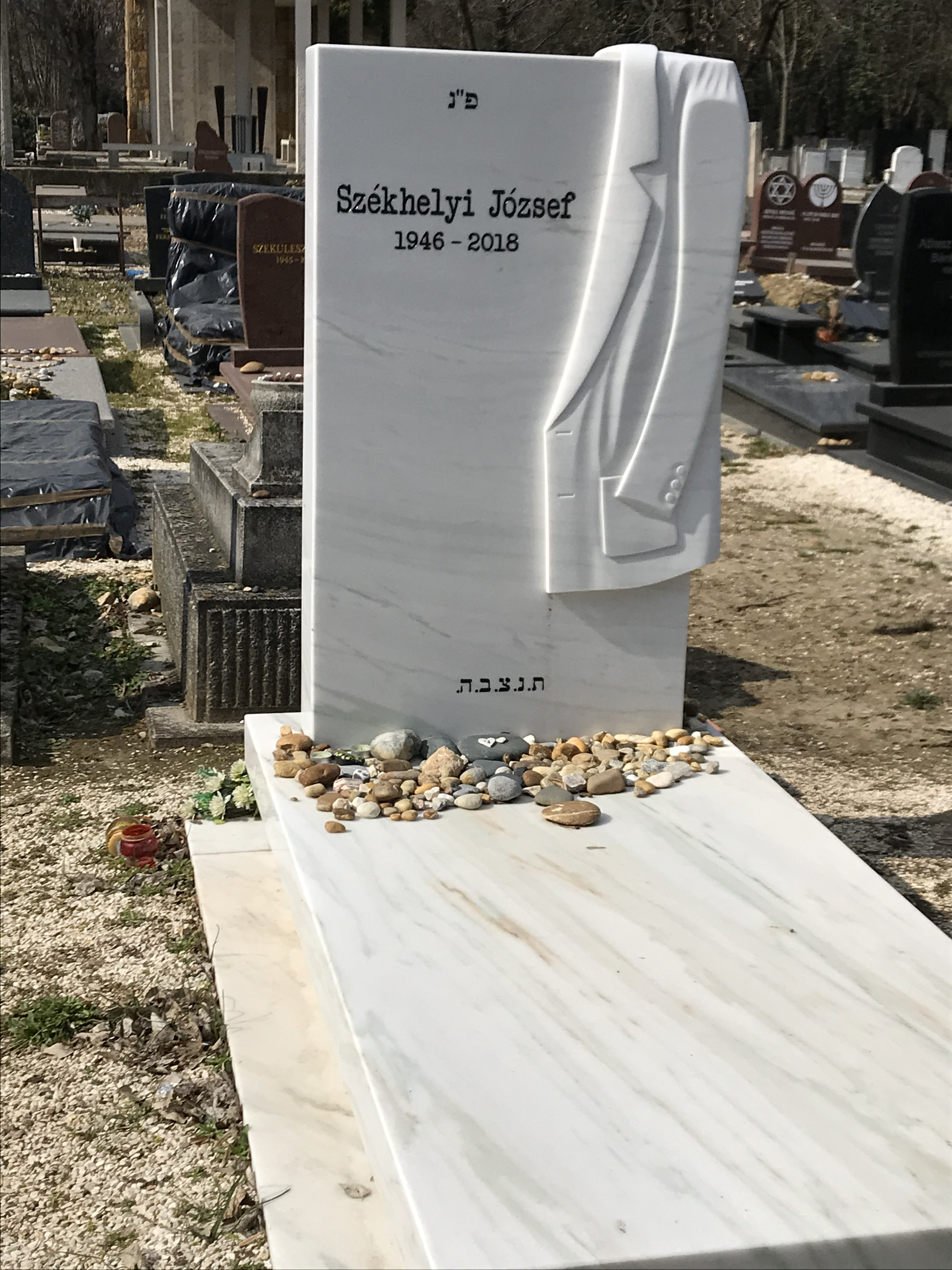
Sírja a Kozma utcai izraelita temetőben

## Életpályája
1971-ben végezte el Színház- és Filmművészeti Főiskolát, karrierje a kecskeméti Katona József Színházban indult. 1979-ben átszerződött a fővárosi Nemzeti Színházba, 1983-ban a Madách Színház, 1992 és 1994 között az Arizona Színház tagja lett, majd 1994-től Sopronba szerződött. 1998 óta a Soproni Petőfi Színház és a budapesti Nemzeti (2000 óta a Pesti Magyar Színház) munkatársa. 2003 és 2008 áprilisa között a Szegedi Nemzeti Színház igazgatója. 2014-től haláláig a Veres 1 Színház társulatának tagja.

## Magánélete
Háromszor házasodott, öt gyermeke és négy unokája van. Legidősebb és legfiatalabb gyermeke között harminchat év a korkülönbség. Első felesége Egri Márta színésznő volt. Közös lányuk Székhelyi Fruzsina, aki 1976-ban született. Második felesége Neumann Ilona, táncos, táncpedagógus volt. Harmadik felesége, Bakó Emese, harminc évvel fiatalabb nála, akivel haláláig két kiskorú gyermeket neveltek. A legkisebb, Sára 2012-ben született. Bencét, felesége korábbi házasságából született fiát, nevére vette a színművész.
2017 novemberében tüdőrákot diagnosztizáltak a szervezetében, emiatt kemoterápiás kezeléseket kapott, 2018 júliusában gerincoperáción esett át, augusztus 22-én elhunyt. Székhelyi Józsefet a Madách Színház, Szeged önkormányzata és az Élet Menete Alapítvány saját halottjának tekintette.

### Búcsúztatása
2018. augusztus 26-án helyezték örök nyugalomra a budapesti Kozma utcai izraelita temetőben. A szertartás előtt kívánsága szerint kedvenc dalai szóltak. Búcsúbeszédet mondott Gordon Gábor, Gyémánt László és Szacsvay László. Családja, barátai és kollégái vettek tőle végső búcsút. A szertartáson jelen volt többek között: Szirtes Tamás, Csonka András, Botka László, Sándor György, Balázsovits Lajos, Hernádi Judit, Pindroch Csaba, Kertész Péter, Mága Zoltán, Halász Judit, Bencze Ilona, Tóth Enikő, Szinetár Dóra, Hámori Ildikó, Kuncze Gábor, Kern András, Sasvári Sándor, Kerekes József, Fésűs Nelly, Gyarmati Andrea, Iványi Gábor, Bornai Tibor, és Egri Márta.

## Konfliktusok személye körül
2005-ben az SZDSZ országos küldöttgyűlésén felhasználta a Himnusz egy általa átköltött részletének Orbán Viktor gúnyolására kihegyezett, egyes vélemények szerint a nemzeti érzelem megsértésére alkalmas változatát, amiért támadások érték. Feljelentést is tettek nemzeti jelkép megsértése címén, azonban a Békés Megyei Rendőr-főkapitányság megszüntette az eljárást, mivel „…a feljelentett személy sokat idézett kijelentésével nem követett el bűncselekményt.”
2011-ben Eger Megyei Jogú Város „Középkori Piactér” elnevezésű rendezvényén lépett volna fel Villon-felolvasásával, de ezt az egri önkormányzat kulturális bizottságának 2011. szeptember 21-i ülésén elutasították, Székhelyit „mocskos SZDSZ-es zsidó”-nak titulálva. Később a kulturális bizottság elnöke bejelentette, hogy hibát követett el, és őt a polgármester javaslatára a közgyűlés leváltotta tisztségéből.

## Díjai, elismerései
- A Nemzetközi Televízió Fesztivál legjobb férfi alakítás díja (1980)
- Jászai Mari-díj (1985)
- A Magyar Köztársasági Érdemrend kiskeresztje (1995)
- Thália-gyűrű (1997)
- Bartók-díj (1998)
- A Magyar Köztársasági Érdemrend tisztikeresztje (2010)
- Arlecchino-díj: legjobb férfi alakítás (2017)
- Radnóti Miklós antirasszista díj (2018)[24]

## Színházi szerepei
- Aranycsapat
- Nissim Aloni: Az amerikai hercegnő
- H. Barta Lajos: Balkánember
- Lőrinczy Attila: Balta a fejbe
- Alan Bennett: Beszélő fejek I-III.
- Darvasi László: Bolond Helga – egy város, ahol szeretik a mazsolát
- Kálmán Imre: A cirkuszhercegnő
- Balázs Béla: A csend
- Gabriela Zapolska: Dulszka asszony erkölcse
- Gorkij: Éjjeli menedékhely
- Madách Imre: Az ember tragédiája
- Furcsa pár (női változat) – Manolo Costazuela
- José Triana: Gyilkosok éjszakája
- Shakespeare: Hamlet
- Shakespeare: III. Richard
- Shakespeare: Szeget szeggel – Angelo
- August Strindberg: Hitelezők
- Andersen: Hókirálynő
- Szörényi Levente – Bródy János: István, a király
- Petőfi Sándor: János vitéz – Gonosz mostoha
- Molnár Ferenc: Játék a kastélyban
- Edward Albee: Kényes egyensúly
- Kicsiny hazám, Amerika
- D. L. Coburn: Kopogós römi
- Nino Manfredi – Nino Marino: Könnyű erkölcsök
- Machiavelli – Háy János: Mandragóra
- Alan Ayckbourn: Mr. A. – Tántor úr
- Nyikolaj Koljada: Murlin Murlo
- Zsolt Béla: Nemzeti drogéria
- Arthur Miller: Pillantás a hídról
- Jos Wouters: Sissi! Édes mama!
- Michel Tremblay: Sógornők
- Jean Cocteau: Szent Szörnyetegek
- Heltai Jenő: Szépek szépe
- Molière: Tartuffe – Orgon
- Utazás
- Noël Coward: Vidám kísértet
- 8. Versfesztivál
- Jeff Baron: Szép jó estét, Mr. Green!

## Filmjei

### Játékfilmek
- Végre, hétfő! (1971)
- Szabad lélegzet (1973) – Laci
- Jelbeszéd (1974) – Binéb
- Az idők kezdetén (1975)
- Ballagó idő (1975)
- Ki látott engem? (1977) – Újságíró, Ady barátja
- Csak semmi pánik (1982) – Pötyi
- Illúzió a szerelem (1983)
- Házasság szabadnappal (1984) – Tv szerelő
- Gyerekrablás a Palánk utcában (1985) – Kondor papa
- Veszélyes zóna (1995) – Nektar Rakubian (1996-os magyar szinkron)

### Tévéfilmek, televíziós sorozatok
- A bál
- A pesti légionárius
- A vasárnapi asszony
- Kern András-bohózatok
- Mária evangéliuma
- Mi újság Pesten? (1969)
- Őrjárat az égen 1-4. (1969) – Vizsgázó (1. részben)
- Vendég az esküvőn (1971) – Sanyi
- Gőzfürdő (1973) – Perpetum Mobilimovics
- Szeptember végén (1973) – Petőfi írótársa
- Zenés TV Színház (1973-1976)

- A szüzek városa (1973) – Tom
- A csendháborító (1976)
- Aucasin és Nicolette (1974)
- Próbafelvétel (1974) – Filmgyári munkás
- Vallomások (1974)
- A forradalom rendje (1975) – Gárdaparancsnok
- Állítsátok meg Arturo Uit! (1975)
- Blanka (1976)
- Hátország (1976) – Thorma Gyuszi
- Házasságszédelgő (1976)
- Lincoln Ábrahám álmai (1976)
- Optimista tragédia (1976)
- „A felnőttek furcsák néha…” (1977)
- A szerelem bolondjai (1977)
- A tizenhetedik nap (1977) – Milosevics Kázó szakaszvezető
- A Danton-ügy (1978)
- Bolondok bálja (1978) – Rátóti Lakos
- Dániel (1978)
- Január (1978)
- Látástól vakulásig… (1978) – Vinkó
- Lear király (1978) – Oszwald
- A néma levente (1979)[25] – Beppo
- Éljen az egyenlőség (1979) – Kortes
- Tévedések vígjátéka (1979)
- Tiszteletem, főorvos úr (1979)
- A 78-as körzet 1-6. (1980) – Horváth István
- A Mi Ügyünk, avagy az utolsó hazai maffia hiteles története (1980)[26] – Hintás Szepi
- Maskarák (1980)
- A hiba nem az almában van (1981) – Ádám kollégája
- Csúzli (1981)
- Istenek és szerelmesek (1981) – Admétosz
- P. Howard. Írta: Rejtő Jenő (1981) – Antonio őrmester
- A persely, avagy egy görbe nap Budapesten (1982) – Kerekes
- Amiről a pesti Broadway mesél (1982)
- Búcsú a fegyverektől, azaz (1982)[27]
- Liszt Ferenc (1982) – Berlioz
- Napos oldal (1982)
- Túlsó part (1982)
- Viaszmadár (1982) – Dr. Radler Ignác
- Víkendszerelem (1982) – Feri
- A tönk meg a széle (1983) – Várkerti Csaba
- Aranykor (1983)
- Az utolsó futam (1983) – Egy tippadó
- Házasság szabadnappal (1983) – Szerelő
- Osztozkodás (1983) – Jim
- Történetek a vonaton (1983)
- A hallgatag hölgy (1984) – Yeoware
- Kérők (1984)[28] – Perföldi / Szeberényi
- Különös házasság (1984) – Vidonka József, ezermester
- Róka fogta csuka (1984) – Betörő II.
- Szálka hal nélkül 1-6. (1984) –  Öcsi (2. részben)
- Tisztújítás (1984) – Dr. Langyos, főorvos
- A hét varázsdoboz (1985) – Rudi
- A zenélő golyóbisok (1985)
- Kémeri 1-5. (1985) – Dr. Kémeri Ferenc
- A kertész kutyája (1986)
- Bujdosó András számonkérése (1986)
- Éjféli színjáték (1986) – Scott, az első pásztor
- Nem probléma (1986) – Füredi
- Tánya (1986)
- Csodakarikás (1987) – Belzebub
- Utazás az öreg autóval (1987) – Tóni bácsi
- Álombolt (1988)
- Csicsóka és a Moszkítók (1988)
- Szigorú idők (1988) – Szárazberky százados
- Szomszédok (1988) – Farkas Gábor
- Látogató a végtelenből (1989) – Gazdag
- Főúr, írja a többihez! (1990)
- Hajrá, Samu! (1990) – Orvos
- Játékosok (1990) – Utyesityelnij
- Rendhagyó feltámadás (1990)
- Szeszélyes évszakok (1990) – Porszívóügynök
- Én táncolnék veled 1-2. (1991)
- Uborka (1991) – hang
- Frici, a vállalkozó szellem (1992) – Ócskás (24. részben)
- Ártatlan szélhámosok (1994) – Asszisztens (A vidéki ember)
- Családi kör (1994) (164. részben)
- Nem vagyok már gyerek (1996) – Apa
- Ábel Amerikában (1997) – A szír
- Az öt zsaru (1998) – Botos Antal (2 részben)
- Valaki kopog: A kékszemű (1999)
- Família Kft. IX. (1999) – Berkes úr
- Szentföldi szent helyek üzenete (1999)
- Angyali történetek (2000)
- Kisváros (2001) – Bognár Kálmán
- Pasik! II. (2001) – Kalambos nyomozó
- A korán jött polgár (2008)
- Houdini (2014) – Első férfi (2015-ös magyar szinkron)
- Kémek küldetése (2015) – Idős férfi
- Butiquehotel.hu (2015)

### Rajz- és animációs filmek
- Kérem a következőt! III. (1983) – 3-as versenyló (hang)
- Mátyás, az igazságos (1985) – Nekeresdi bíró (hang)
- Leo és Fred, avagy igaz történetek két jó barátról (1987)[29] – Narrátor (hang)
- Az erdő kapitánya (1988) – Zéró (hang)
- Varjúdombi meleghozók (1988) – Sluga János (hang)
- Kíváncsi Fáncsi II. (1989) – Hepe tizedes (hang)
- Vili, a veréb (1989) – Cipúr (hang)
- Márta meséi (2000) (hang)

## Szinkronszerepei

### Filmek
| Év   | Cím                                                                            | Szereplő                               | Színész                 | Szinkron év |
| ---- | ------------------------------------------------------------------------------ | -------------------------------------- | ----------------------- | ----------- |
| 1935 | Botrány az operában                                                            | Fiorello                               | Chico Marx              | 1978        |
| 1939 | Hatosfogat                                                                     | Blanchard hadnagy                      | Tim Holt                | 1979        |
| 1939 | Mégis szép a világ                                                             | Koretz őrnagy                          | Nat Pendleton           | 1985        |
| 1942 | Lenni vagy nem lenni (2. magyar szinkron)                                      | Stanislav Sobinski hadnagy             | Robert Stack            | 1979        |
| 1950 | Tűz és íj                                                                      | Marchese Alessandro de Granazia        | Robert Douglas          | 1984        |
| 1954 | Cadet Rousselle kalandjai                                                      | Berton rendőrkapitány                  | Noël Roquevert          | 1999        |
| 1955 | Eileen, a húgom                                                                | Robert „Bob” Baker                     | Jack Lemmon             | 1984        |
| 1955 | Kenyér, szerelem és… (2. magyar szinkron)                                      | Nicola Pascazio (Nicolino)             | Antonio Cifariello      | 1978        |
| 1955 | Légből kapott zenekar                                                          | Honza Toman, karmester                 | Josef Bek               | 1983        |
| 1956 | Bűn és bűnhődés                                                                | Jean Fargeot                           | Gérard Blain            | 1980        |
| 1957 | A nagy kék országút                                                            | Salvatore                              | Francisco Rabal         | 1997        |
| 1958 | A riksakuli                                                                    | Otora                                  | Iida Csóko              | 1978        |
| 1959 | Rio Bravo (1. magyar szinkron)                                                 | Carlos Robante                         | Pedro Gonzalez Gonzalez | 1981        |
| 1961 | A napfény nem eladó                                                            | N/A                                    | N/A                     | 1977        |
| 1961 | Egy maroknyi csoda (2. magyar szinkron)                                        | Vicces fiú                             | Peter Falk              | 2002        |
| 1961 | West Side Story                                                                | N/A                                    | N/A                     | 1978        |
| 1962 | A maffia parancsára (2. magyar szinkron)                                       | Amerikai rábeszélőember az anyósülésen | N/A                     | 1978        |
| 1963 | Egér a Holdon (2. magyar szinkron)                                             | Maurice Spender                        | Terry-Thomas            | 2003        |
| 1965 | A tökéletes bűntény                                                            | Bob                                    | Charles Denner          | 1985        |
| 1965 | Alphaville, a titokzatos város                                                 | Főmérnök                               | Szabó László            | 1983        |
| 1967 | Doktor Dolittle                                                                | Matthew Mugg                           | Anthony Newley          | 1987        |
| 1967 | Oscar                                                                          | Philippe Dubois                        | Mario David             | 1982        |
| 1968 | A hét Cervi fivér (2. magyar szinkron)                                         | N/A                                    | N/A                     | 1980        |
| 1968 | Die Lederstrumpferzählungen – 4. rész: A préri                                 | Paul Hover                             | Robert Benoît           | 1971        |
| 1969 | Azok a csodálatos férfiak                                                      | Sir Cuthbert Ware-Armitage             | Terry-Thomas            | 2000        |
| 1969 | Ha kedd van, akkor ez Belgium (2. magyar szinkron)                             | Jack Harmon                            | Michael Constantine     | 2001        |
| 1969 | Laura szerelme                                                                 | N/A                                    | N/A                     | 1970        |
| 1970 | Családi fészek (1. magyar szinkron)                                            | Antoine Doinel                         | Jean-Pierre Lèaud       | 1971        |
| 1970 | Fiete Stein                                                                    | N/A                                    | N/A                     | 1973        |
| 1971 | Adós, fizess!                                                                  | Ugo, a strici                          | Ugo Tognazzi            | 2004        |
| 1971 | Az olasz nép nevében (2. magyar szinkron)                                      | Mariano Bonifazi                       | Ugo Tognazzi            | 2010        |
| 1971 | Az ördög jobb és bal keze 2.                                                   | Szerzetes                              | Pupo De Luca            | 1992        |
| 1971 | Családi élet                                                                   | Tim                                    | Malcolm Tierney         | 1975        |
| 1971 | Hegedűs a háztetőn (1. magyar szinkron)                                        | Perchik                                | Paul Michael Glaser     | 1990        |
| 1972 | A rendőrség megköszöni (1. magyar szinkron)                                    | Huligán #1                             | N/A                     | 1973        |
| 1972 | A vadon szava                                                                  | Dutch Harry                            | Rik Battaglia           | 1983        |
| 1972 | Magas szőke férfi felemás cipőben                                              | Megfigyelő a kocsiban                  | Gérard Moisan           | 1974        |
| 1972 | Ostromállapot                                                                  | Rendőrségi diszpécser                  | N/A                     | 1974        |
| 1972 | San Francisco utcáin – I/18. rész: Szoba remek kilátással (1. magyar szinkron) | Art Styles                             | Steve Forrest           | 1979        |
| 1973 | A sakkozó tolvaj                                                               | Dinamit                                | Gregory Sierra          | 1983        |
| 1973 | Felismerés                                                                     | N/A                                    | N/A                     | 1976        |
| 1973 | Ketten egy lányért                                                             | Liviu Filimon                          | Ovidiu Iuliu Moldovan   | 1974        |
| 1973 | Verseny a veszély-kategóriában                                                 | Jirka Hudecek                          | Alexej Okuněv           | 1974        |
| 1974 | A felszállás késik                                                             | Koloszjonok                            | Viktor Iljicsov         | 1976        |
| 1974 | A kis herceg                                                                   | Az üzletember                          | Clive Revill            | 1991        |
| 1974 | Hajsza a föld alatt (1. magyar szinkron)                                       | Denny Doyle                            | James Broderick         | 1987        |
| 1974 | Negyedik fázis                                                                 | James R. Lesko                         | Michael Murphy          | 1980        |
| 1974 | Tavasz van, őrmester úr!                                                       | Gienek                                 | Ryszard Nawrocki        | 1976        |
| 1975 | Agyő, haver! (1. magyar szinkron)                                              | Letellier                              | Jean-Yves Gautier       | 1977        |
| 1975 | Javíthatatlan (1. magyar szinkron)                                             | Rendőr                                 | N/A                     | 1978        |
| 1975 | Perbefogott félelem                                                            | N/A                                    | N/A                     | 1982        |
| 1976 | A fény                                                                         | N/A                                    | N/A                     | 1978        |
| 1976 | Bezárva                                                                        | Manfred                                | Rüdiger Kirschstein     | 1980        |
| 1976 | Kálvária                                                                       | Stas                                   | Nyikolaj Szektyimenko   | 1977        |
| 1977 | A vasprefektus                                                                 | Vasile, a meggyilkolt földműves        | Loris Bazzocchi         | 1979        |
| 1977 | Apámuram                                                                       | Gavino                                 | Saverio Marconi         | 1979        |
| 1977 | Magasfrász (2. magyar szinkron)                                                | Dr. Richard H. Thorndyke               | Mel Brooks              | 1998        |
| 1978 | A bagdadi tolvaj                                                               | N/A                                    | N/A                     | 1987        |
| 1978 | Államérdek                                                                     | Jegyzőkönyvező rendőr                  | N/A                     | 1979        |
| 1978 | Horoszkóp                                                                      | Antoine Fromont                        | Henry Courseaux         | 1992        |
| 1978 | Kóma                                                                           | Dr. Cowans                             | Tom Borut               | 1981        |
| 1978 | Véres föld (1. magyar szinkron)                                                | Vito Acicatena                         | Turi Ferro              | 1991        |
| 1979 | A szomszéd szoba                                                               | Stachura                               | Krzysztof Zaleski       | 1984        |
| 1979 | I, mint Ikarusz                                                                | TV-riporter                            | Michel Pilorgé          | 1981        |
| 1979 | Veszélyes játékok                                                              | Pannwitz százados                      | Ernst Meincke           | 1980        |
| 1980 | Aranyeső Yuccában                                                              | Girolamo                               | Amidou                  | 1985        |
| 1980 | Átlagemberek                                                                   | Dr. Tyrone C. Berger                   | Judd Hirsch             | 1990        |
| 1980 | Az árnyéklovas                                                                 | Nobukado Takeda                        | Jamazaki Cutomu         | 1996        |
| 1980 | Muppet Show – V/4. rész: Shirley Bassey                                        | Bruno (hang)                           | Jerry Nelson            | 1983        |
| 1981 | Fantom az éjszakában (1. magyar szinkron)                                      | Matthew Fox őrmester                   | Billy Dee Williams      | 1985        |
| 1981 | Kebelbarátok                                                                   | Gilles                                 | Georges Beller          | 1991        |
| 1981 | Kincs, ami nincs                                                               | Anulu                                  | Salvatore Borghese      | 1983        |
| 1981 | Szupermodell (1. magyar szinkron)                                              | Reklámfilmrendező                      | Terry Kiser             | 1983        |
| 1982 | Szent Lőrinc éjszakája                                                         | N/A                                    | N/A                     | 1984        |
| 1983 | Keresztneve: Carmen                                                            | Jeannot                                | Jean-Luc Godard         | 1993        |
| 1984 | A piros ruhás nő (2. magyar szinkron)                                          | Teddy Pierce                           | Gene Wilder             | 1997        |
| 1984 | Helló, Einstein!                                                               | Chaïm Weizmann                         | Victor Haïm             | 1986        |
| 1984 | Végzetes látomás (1. magyar szinkron)                                          | Bernie Segal                           | Barry Newman            | 1988        |
| 1985 | Családi élet                                                                   | Emmanuel                               | Sami Frey               | 1993        |
| 1985 | Isten veled, New York                                                          | David                                  | Amos Kollek             | 1992        |
| 1985 | Sárga rapszódia                                                                | Alex Steiner                           | Patrick Depeyrrat       | 1991        |
| 1986 | Az embervadász (1. magyar szinkron)                                            | Lloyd Bowman                           | Bill Smitrovich         | 1988        |
| 1986 | Paradicsom                                                                     | Viktor                                 | Heiner Lauterbach       | 1993        |
| 1986 | Vágyrajárók                                                                    | Nicolas Bergereau                      | Francis Perrin          | 1988        |
| 1987 | A híradó sztárjai                                                              | Aaron Altman                           | Albert Brooks           | 1989        |
| 1988 | A hallgatag bunyós (2. magyar szinkron)                                        | Lou                                    | Tom Quinn               | 2000        |
| 1988 | A magas szőke + két szőke                                                      | Boris                                  | Richard Bohringer       | 1991        |
| 1988 | A szerelem erősebb a halálnál (2. magyar szinkron)                             | Massimo Sabatini                       | Gigi Proietti           | 1997        |
| 1988 | Holdfény Parador felett                                                        | Jack Noah / Alphonse Simms elnök       | Richard Dreyfuss        | 1995        |
| 1988 | Nico (2. magyar szinkron)                                                      | Joseph Gennaro atya                    | Joe Greco               | 1998        |
| 1990 | A fodrásznő férje                                                              | Antoine                                | Jean Rochefort          | 2004        |
| 1990 | Álmodozni mindig lehet                                                         | Charles de Boisleve                    | Pierre Richard          | 1998        |
| 1990 | Ők is a fejükre estek                                                          | Kwagga                                 | Leon Schuster           | 1991        |
| 1990 | Üdvözlöm a fedélzeten                                                          | Martin Placardi                        | Martin Lamotte          | 1994        |
| 1990 | Utánunk a vízözön                                                              | Renato                                 | Renato Pozzetto         | 1992        |
| 1991 | Dili-vízió                                                                     | Sweet Coetzee                          | Leon Schuster           | 1992        |
| 1991 | Farkangyal                                                                     | Arnold Freidkin                        | Tony Roberts            | 1992        |
| 1991 | Levél Sachának                                                                 | David Malka                            | Gérard Darmon           | 1994        |
| 1991 | Meztelen ebéd                                                                  | Hans                                   | Robert A. Silverman     | 1993        |
| 1991 | Mindenki fogja a magáét!                                                       | Lou Wimpole                            | Robert Wuhl             | 1992        |
| 1993 | Apró dolgaink                                                                  | Vincent                                | Serge Grünberg          | 1993        |
| 1993 | Az utolsó akcióhős (1. magyar szinkron)                                        | Benedict                               | Charles Dance           | 1993        |
| 1993 | Hátulgombolós hekus                                                            | Chu                                    | Frank Sivero            | 1993        |
| 1993 | Little Jo balladája                                                            | Percy Corcoran                         | Ian McKellen            | 1995        |
| 1993 | Szélhámosok                                                                    | Barry Landers                          | Miguel Ferrer           | 1999        |
| 1994 | A szörnyeteg (1. magyar szinkron)                                              | Kínaitanár                             | Franco Mescolini        | 1995        |
| 1994 | A zűr bajjal jár                                                               | Sam Smotherman                         | Saul Rubinek            | 1994        |
| 1994 | Filmtolvajok                                                                   | Mercurio                               | Piero Natoli            | 2004        |
| 1994 | Időzsaru                                                                       | Aaron McComb szenátor                  | Ron Silver              | 1994        |
| 1994 | Richie Rich – Rosszcsont beforr                                                | Élesész professzor                     | Michael McShane         | 1995        |
| 1995 | Bad Boys – Mire jók a rosszfiúk? (1. magyar szinkron)                          | Fouchet                                | Tchéky Karyo            | 1995        |
| 1996 | A függetlenség napja                                                           | Julius Levinson                        | Judd Hirsch             | 1996        |
| 1996 | Fészkes fenevadak                                                              | Adrian „Bugsy” Malone                  | Michael Palin           | 1997        |
| 1997 | Apa zűrös hete                                                                 | Jack Potter                            | Henry Winkler           | 1997        |
| 1998 | Don Juan                                                                       | Sganarelle                             | Michel Boujenah         | 2000        |
| 1998 | Vanília Villa                                                                  | Marc de Berthier                       | Richard Bohringer       | 2001        |
| 1999 | 36 óra a halálig                                                               | Morano                                 | Saul Rubinek            | 2000        |
| 1999 | Derék Dudley                                                                   | Kutató                                 | Eric Idle               | 2000        |
| 1999 | Ítéletnap                                                                      | A férfi (Sátán)                        | Gabriel Byrne           | 1999        |
| 1999 | Tingli-tangli                                                                  | Arthur Sullivan                        | Allan Corduner          | 2004        |
| 1999 | Vakságra ítélve                                                                | Frank Schumann felügyelő               | Michael Ironside        | 2003        |
| 2000 | A vörös bolygó                                                                 | Dr. Bud Chantilas                      | Terence Stamp           | 2001        |
| 2000 | Bíbor folyók                                                                   | Dr. Bernard Chernezé                   | Jean-Pierre Cassel      | 2001        |
| 2000 | Maléna                                                                         | Mesélő (hang)                          | N/A                     | 2001        |
| 2000 | Szeretném, ha szeretnél                                                        | Basil St. Mosely                       | Fred Willard            | 2001        |
| 2001 | 13 kísértet                                                                    | Arthur Kriticos                        | Tony Shalhoub           | 2002        |
| 2001 | A sárkány csókja                                                               | Richard                                | Tchéky Karyo            | 2001        |
| 2001 | Bűvös szemek (2. magyar szinkron)                                              | Jones                                  | Renzo Rinaldi           | 2010        |
| 2001 | Dr. Dolittle 2.                                                                | Hód (hang)                             | Richard C. Sarafian     | 2001        |
| 2001 | Kismocsok                                                                      | Zander Kelly                           | Dennis Miller           | 2001        |
| 2002 | Félelem.com                                                                    | Alistair Pratt                         | Stephen Rea             | 2003        |
| 2004 | Az élet egy csoda                                                              | Velo                                   | Aleksandar Bercek       | 2005        |
| 2004 | New York-i bújócska                                                            | Max Lomax                              | Eugene Levy             | 2004        |
| 2007 | Különleges kiadatás                                                            | Vallató                                | Andy Serkis             | 2009        |
| 2009 | A csajok háborúja                                                              | John Allen                             | John Pankow             | 2009        |
| 2012 | 40 és annyi                                                                    | Larry                                  | Albert Brooks           | 2012        |
| 2013 | A százéves ember, aki kimászott az ablakon és eltűnt                           | Pim                                    | Alan Ford               | 2014        |
| 2014 | November Man                                                                   | Hanley                                 | Bill Smitrovich         | 2014        |
| 2014 | Shelby: A kutya, aki megmentette a karácsonyt                                  | Geoffrey nagypapa                      | Chevy Chase             | 2015        |
| 2016 | Egyes nők                                                                      | Albert                                 | René Auberjonois        | 2017        |
| 2016 | A függetlenség napja: Feltámadás                                               | Julius Levinson                        | Judd Hirsch             | 2016        |
| 2017 | Szex, ex, szerelem                                                             | Didier                                 | Patrick Chesnais        | 2017        |

### Sorozatok
| Év        | Cím                                         | Szereplő                   | Színész               | Szinkron év |
| --------- | ------------------------------------------- | -------------------------- | --------------------- | ----------- |
| 1972      | Parasztok                                   | Szymek                     | Mieczysław Czechowicz | 1974        |
| 1973      | Az acélt megedzik                           | Vologya Okunyov            | Vladimir Talashko     | 1975        |
| 1974      | Volt egyszer egy ház 1-5.                   | Tutek Drvota               | Jiří Hrzán            | 1977        |
| 1975      | Petrocelli II. (1. magyar szinkron)         | N/A                        | N/A                   | 1980        |
| 1975-1978 | Starsky és Hutch (első-két magyar szinkron) | Dave Starsky nyomozó       | Paul Michael Glaser   | 1982-1985   |
| 1975-1978 | Starsky és Hutch (első-két magyar szinkron) | Dave Starsky nyomozó       | Paul Michael Glaser   | 2001-2002   |
| 1976      | Gyökerek                                    | George Moore „Kakaskirály” | Ben Vereen            | 1979        |
| 1978      | A bábu 1-9.                                 | További szereplők          | N/A                   | 1980        |
| 1978      | Öregek és fiatalok                          | Ignazio Capolino           | Stefano Satta Flores  | 1983        |
| 1978-1979 | Taxi I-II./1-26. (1. magyar szinkron)       | Alex Rieger                | Judd Hirsch           | 1991        |
| 1982      | Fekete munka 1-5.                           | Ritchie Malone             | Tony Scoggo           | 1987        |
| 1984      | T.I.R.                                      | Késdobáló                  | N/A                   | 1987        |
| 1992      | A Duna hercegnője                           | Rick Reiners               | Oliver Tobias         | 1994        |
| 1994-1995 | Walker, a texasi kopó II-III.               | Boone Waxwell              | Bruce McGill          | 1998        |
| 1994-1995 | Walker, a texasi kopó II-III.               | Jesse Rodriguez            | Efrain Figueroa       | 1998        |
| 1996      | Moll Flanders örömei és viszontagságai 1-4. | N/A                        | N/A                   | 1999        |
| 2004-2009 | Gyilkos számok                              | Alan Eppes                 | Judd Hirsch           | 2006-2010   |
| 2013      | Don Matteo IX.                              | Giorgio Tommasi            | Adriano Chiaramida    | 2015        |
| 2016      | Agymenők X.                                 | Dr. Alfred Hofstadter      | Judd Hirsch           | 2017        |

### Rajz- és animációs filmek
| Év   | Cím                                                      | Szereplő                             | Szinkronhang     | Szinkron év |
| ---- | -------------------------------------------------------- | ------------------------------------ | ---------------- | ----------- |
| 1941 | Dumbo (2. magyar szinkron)                               | Kövér varjú                          | James Baskett    | 1991        |
| 1952 | Donald kacsa – Let's Stick Together (1. magyar szinkron) | Spike, a méh (idősen)                | Bill Thompson    | 1992        |
| 1968 | Asterix és Kleopátra (1. magyar szinkron)                | Numerobis                            | Pierre Tornade   | 1987        |
| 1977 | Tapsi Hapsi – Húsvéti különkiadás                        | Rissz-Rossz Sam (archív felvétel)    | Mel Blanc        | 1986        |
| 1977 | Tapsi Hapsi Artúr király udvarában                       | Rissz-Rossz Sam (Merlin of Monroe)   | Mel Blanc        | 1986        |
| 1980 | Tapsi Hapsi – Bűnügyi különkiadás                        | Rissz-Rossz Sam (archív felvétel is) | Mel Blanc        | 1986        |
| 1988 | Potyautasok a bárkán                                     | Percegő                              | Wolfgang Ziffer  | 1990        |
| 2007 | A Simpson család – A film                                | Homer Simpson                        | Dan Castellaneta | 2007        |
| 2012 | Family Guy – 11. évad 2. rész: Peter, a TV-s srác        | Homer Simpson                        | Dan Castellaneta | 2014        |
| 2014 | Family Guy – 13. évad 1-2. rész: A Simpson Családi Csóka | Homer Simpson                        | Dan Castellaneta | 2016        |

### Rajzfilm- és animációs sorozatok
| Év        | Cím                                                     | Szereplő                 | Szinkronhang     | Szinkron év |
| --------- | ------------------------------------------------------- | ------------------------ | ---------------- | ----------- |
| 1963      | Maxi Kandúr és Mini Egér                                | Maxi Kandúr (19 részben) | Allan Melvin     | 1981        |
| 1981      | Mickey és Donald                                        | Goofy (archív felvétel)  | Pinto Colvig     | 1987        |
| 1985      | Praclifalva lakói 1-13.                                 | Maci Pracli              | Robert Ridgely   | 1989        |
| 1989      | Chip és Dale – A Csipet Csapat II. (1. magyar szinkron) | Harry                    | Rob Paulsen      | 1991        |
| 1989-2017 | A Simpson család 1-29. évad 14. részéig                 | Homer Simpson            | Dan Castellaneta | 1998-2018   |
| 2002      | Karácsonyi kalendárium                                  | Mikulás                  | N/A              | 2009        |

## Hangjátékok
- Barca, Pedro Calderon de la: Az élet álom (1977)
- Óz, a nagy varázsló (1980) – Madárijesztő
- Feleki László: Világtörténeti panasziroda (1981)
- Irina Liebmann: Kilenc történet Ronaldról (1983)
- Karc: 1982. nyári kiadás (1982)
- Szép Ernő: Május (1983)
- Hegedűs Tibor: Találkozás a Hitchcock-klubban (1984)
- Tamási Áron: Tündöklő Jeromos (1985)
- Vészi Endre: A leselkedő (1986)
- Rákosi Gergely: Az óriástök (1987)
- Határ Győző: Az aranypalást (1988)
- Szekér András: A háromfejű (1990)
- Bodor Ádám: Vissza a fülesbagolyhoz (1991)
- Szakonyi Károly: Trópusi nyár (1991)
- Mihail Bulgakov: Színházi regény (1992)
- Rákosy Gergely: A kalap (1993)
- Mednyánszky H. Elemér: A nagy pamflet (1999)
- Federico Fellini: Az ideális utazás (2002)
- Karinthy Márton: Ördöggörcs (2004)
- Arthur Phillips: Arthur tragédiája (2015)
- Federico Fellini-Ruggero Maccari: Akarsz velem álmodni? (2015)
- Karinthy Márton: A vihar kapuja (2016)

## CD-k, hangoskönyvek
- Graham Greene: Utazások nagynénémmel 2012. (Kiadó: Titis Tanácsadó Kft.)
- Jules Verne: Nyolcvan nap alatt a Föld körül 2016. (Kiadó: Titis Tanácsadó Kft.)
- Mikszáth Kálmán: A fekete város 2017. (Kiadó: Titis Tanácsadó Kft.)
- Mikszáth Kálmán: Két választás Magyarországon – Az első választás története 2013. (Kiadó: Titis Tanácsadó Kft.)
- Mikszáth Kálmán: Két választás Magyarországon – A második választás története 2014. (Kiadó: Titis Tanácsadó Kft.)
- Szeged Nagy e-Könyvének magyar narrációja (DVD)

## Kötetei
- Ombudsman a súgólyukban; ill. Kaján Tibor ill.; PC-START Stúdió, Bp., 1996 + CD
- Szófotó; ill. Adorjáni Endre; Pátria Ny., Bp., 1992 (Pátria könyvek)
- Díszgráfia. Tárcatórium. Graffitik és mesék a búcsúzkodó XX. századból – gyermekeimnek és gyermekeiteknek, 1999–2000; betűk és írásjelek Székhelyi József, szín és vonal (színvonal) Gyémánt László; Múlt és Jövő, Bp., 2001
- Villon XXI.; ill. Németh György; Némber Van, Szeged, 2009
- Nagy Bandó András: Murphy törvénykönyve amatőr teniszezőknek avagy Miért lesz out az, ami bent volt? / Székhelyi József: A páros peremén. Az out csak látszólag van kint. Az out belül van; Szamárfül, Orfű, 2012